# Pararhauculus lineatus
Pararhauculus lineatus is een hooiwagen uit de familie Cosmetidae.
De originele naamcombinatie (protoniem) was Pararhauculus lineatus Roewer, 1933. Een volgende naamrecombinatie werd gepubliceerd als Paecilaema lineatum (Roewer, 1933) in Goodnight & Goodnight 1953 (zie Kury 2003), maar werd vervolgens teruggedraaid in Kury & Medrano 2018.